# Liga Deportiva Universitaria de Quito
Maillots
Actualités
La Liga Deportiva Universitaria (appelé plus couramment LDU, ou simplement comme la Liga de Quito) est un club sportif basé à Quito en Équateur, fondé le 11 janvier 1930 par un groupe d'athlètes et d'étudiants de l'université centrale de l'Équateur.
Le sport principal pratiqué par la LDU est le football. Son équipe première, qui évolue en championnat d'Équateur, compte à son palmarès dix championnats nationaux et quatre titres internationaux. Première équipe équatorienne à enlever un tournoi international, la LDU a remporté la Copa Libertadores de América, deux Copa Sudamericana et deux fois la Recopa Sudamericana. Elle a également été finaliste de la Coupe du monde des clubs de la FIFA en 2008 et de la Coupe Suruga Bank en 2010.
Elle est l'une des quatre seules équipes du continent, avec Boca Juniors, le SC Internacional et Independiente, à compter à son palmarès les trois tournois organisés par la Confédération sud-américaine de football (CONMEBOL). En 2011, le club occupe la première place du classement des clubs de la CONMEBOL entré en vigueur le 16 mai 2011, qui se base sur les résultats des cinq dernières années.

## Histoire
La Liga Deportiva Universitaria de Quito est issue du club sportif semi-professionnel de l'université centrale de l'Équateur, Universitario, créé en 1918 par César Jácome Moscoso. La Liga n'est cependant officiellement fondée que le 11 janvier 1930, grâce à l'impulsion de son président Bolívar León. Le club est alors omnisports : football, basket-ball, boxe, tennis de table, échecs.
Après un premier titre régional de la province de Pichincha remporté en 1932, la Liga de Quito connaît un succès modestes : il faut attendre vingt ans pour voir le club réitérer la performance, en 1952 et 1953. En 1954, le club intègre le nouveau Campeonato Professional Interandino, réunissant des équipes professionnelles de Quito et Ambato, qu'il remporte en 1954, 1958 et 1960. En 1957, le premier championnat d'Équateur de première division est organisé, avec les deux meilleures équipes du championnat Interandino et du Campeonato Profesional de Fútbol de Guayaquil. La LDU ne participe pas à sa première édition en 1957, mais à la deuxième édition en 1960, en tant que champion Interandino. Dans les années 1960, la LDU remporte encore le championnat régional en 1961, 1966 et 1967, sans parvenir à faire mieux qu'une troisième place au niveau national, en 1964. Finalement la LDU remporte pour la première fois le titre national en 1969, alors que le championnat a été refondé au sein d'une poule unique de 14 équipes. Ce trophée conclut une décennie de bons résultats d'une génération dorée de joueurs surnommée la Bordadora, renforcée par le buteur uruguayen Francisco Bertocchi (en) et dirigée par l'entraîneur brésilien José Gomes Nogueira.
La LDU découvre ainsi à la Copa Libertadores en 1970 mais doit bientôt revoir ses ambitions à la baisse : en 1972 le club est relégué en troisième division, puis retrouve très vite l'élite. En 1974, la LDU, tout juste promue, remporte un second titre national, qu'elle conserve la saison suivante. S'ensuit une longue période d'insuccès, où le championnat est dominé par le Nacional, Barcelona et Emelec. Trois nouveaux titres sont remportés dans les années 1990, notamment en 1998 dont la saison se termine par une éclatante victoire 7-0 sur Emelec. Après une relégation inattendue du double champion en titre en 2000, los Albos retrouve l'élite l'année suivante.
L'âge d'or du club débute au milieu des années 2000 : le club remporte le championnat en 2003, 2005 et 2007. En 2008 vient la consécration : sous la direction de l'Argentin Edgardo Bauza, la LDU remporte le principal trophée continental : la Copa Libertadores, remportée aux tirs au but face à Fluminense au Maracana. C'est une première pour un club équatorien. Quelques mois plus tard, les Équatoriens s'inclinent de justesse face à Manchester United en finale de la Coupe du monde des clubs de la FIFA (1-0), mais remporte la Recopa Sudamericana face à l'Internacional Porto Alegre.
En 2009, sous les ordres de l'Uruguayen Jorge Fossati, la U remporte la Copa Sudamericana et conserve la Recopa Sudamericana, face aux Argentins d'Estudiantes La Plata. Le 17 mai 2011, LDU Quito apparaît à la1re place du nouveau classement des clubs d'Amérique latine réalisé par la Confédération sud-américaine de football (CONMEBOL), basé sur les résultats en compétitions internationales des cinq dernières années. L'Internacional et Estudiantes complètent alors le podium. Le club occupe toujours la première place en fin d'année.

## Palmarès
| Compétitions nationales | Compétitions internationales |
| --- | --- |
| - Championnat d'Équateur (13) - Champion : 1969, 1974, 1975, 1990, 1998, 1999, 2003, 2005 A, 2007, 2010 et 2018, 2023, 2024 - Vice-champion : 1977, 1981, 2008, 2015, 2019, 2020 - Championnat d'Équateur D2 (2) - Champion : 1974 E1 et 2001 - Vice-champion : 1978 E2 - Coupe d'Équateur (1) - Vainqueur : 2019 - Supercoupe d'Équateur (2) - Vainqueur : 2020, 2021 | - Coupe du monde des clubs de la FIFA - Finaliste : 2008 - Copa Libertadores (1) - Vainqueur : 2008 - Copa Sudamericana (2) - Vainqueur : 2009, 2023 - Finaliste : 2011 - Recopa Sudamericana (2) - Vainqueur : 2009, 2010. - Finaliste : 2024 - Coupe Suruga Bank - Finaliste : 2010 |

## Identité du club
Ce serait le premier président et entraîneur du club Bolívar León qui imagina le motif du maillot, blanc avec un U de la même couleur se détachant sur un triangle rouge et bleu.

## Infrastructures
La LDU est résident du stade de Liga Deportiva Universitaria, connu comme La Casa Blanca. Auparavant le club partageait avec d'autres clubs de la ville l'Estadio Olímpico Atahualpa.
La Casa Blanca est l'un grand stade les plus modernes d'Amérique du Sud puisqu'il a été inauguré le 6 mars 1997, après deux ans de travaux. Il peut accueillir 55 400 supporters.

## Personnalités du club

### Joueurs emblématiques
Plusieurs joueurs historiques du football équatorien ont porté le maillot universitaire, comme Alex Aguinaga ou Agustín Delgado. Dans les années 1990, la LDU peut compter entre autres sur Ulises De la Cruz, Eduardo Hurtado, Neicer Reasco et Byron Tenorio. En 2008, les stars de l'équipe triomphante en Copa Libertadores sont le gardien José Cevallos, les milieux de terrain Patricio Urrutia et Luis Bolaños, et les attaquants Joffre Guerrón et Claudio Bieler.
- Paul Ambrosi
- Giovanny Espinoza
- Édison Méndez
- Neicer Reasco
- Franklin Salas
- Alexander Escobar
- Patricio Urrutia
- Damián Manso

### Entraîneurs
| - Oscar Zubía (1997-1998) - Paulo Massa (1998-1999) - Manuel Pellegrini (1999-2000) - Julio Asad (2001-2002) | - Jorge Fossati (2003-2004 et 2009) - Juan Carlos Oblitas (2004-2006) - Edgardo Bauza (2006-2009 et 2010) |

Revenu en janvier 2009 pour remplacer Bauza, Jorge Fossati quitte son poste le 13 décembre de la même année après avoir remporté la Copa Sudamericana et la Recopa, pour rejoindre le club brésilien de l'Internacional. Il est remplacé dès le lendemain par son prédécesseur Edgardo Bauza.

## Culture populaire
La Liga a pour rivaux traditionnels les autres clubs de la ville de Quito : Aucas, Deportivo Quito, El Nacional et l'Universidad Católica, ainsi que les grands clubs de Guayaquil, Barcelona et Emelec.
Si les fans de la première heure se souviennent des joutes avec Aucas, le plus grand rival de la LDU dans les années 2000 est plutôt le Deportivo Quito, l'autre club de la capitale, face auquel les derbies sont parmi les plus chauds du continent.